# اینیریدا، گواینیا
اینیریدا، گواینیا (به اسپانیایی: Inírida) یک منطقهٔ مسکونی در کلمبیا است که در شهرستان گواینیا واقع شده‌است.